# Christian Michaud
Pour les articles homonymes, voir Michaud.
Christian Michaud est un acteur de théâtre, cinéma et télévision et un sculpteur sur bois contemporain québécois.

## Biographie
Il est diplômé du Conservatoire d'art dramatique de Québec en 2001.
C'est un sculpteur sur bois contemporain représenté par la Galerie d'art Champagne et Paradis ainsi que la Galerie Berthelet.

## Théâtre

### Interprétations
- 2003 : Le Malade imaginaire, de Molière, mise en scène de Bertrand Alain, rôle de Cléante
- 2004 : Appuyez sur l'étoile, mise en scène d'Hugues Frenette, théâtre du Niveau Parking, rôle d'Alex
- 2006 : On achève bien les chevaux, mise en scène de Marie-Josée Bastien, rôle de Renaud
- 2009 : Le Menteur, mise en scène de Jacques Leblanc, au théâtre de la Bordée, rôle de Cliton
- 2010 : Henri IV, mise en scène de Marie Gignac, au théâtre du Trident, rôle de Carlo Di Nolli[1]
- 2010 : Caligula, mise en scène de Gill Champagne, au théâtre du Trident, rôle de Caligula[2]
- 2012 : L'Odyssée, mise en scène de Martin Genest, au théâtre du Trident, rôle d'Ulysse[3]
- 2013 : Frankenstein, mise en scène de Jean Leclerc, au théâtre du Trident, rôle de Frankenstein[4]
- 2015 : Bousilles et les justes, de Gratien Gélinas, mise en scène de Jean-Philippe Joubert, au Théâtre de la Bordée
- 2016: Les Fourberies de Scapin de Molière au théâtre de la Bordée, rôle Scapin
- 2017: Macbeth de shakespeare au Théâtre du Trident, rôle Banquo

## Filmographie

### Télévision
- 2009 : Aveux : Sylvain

## Récompenses
- 2004 : Prix Nicky-Roy remis lors de la soirée des Prix d'excellence des Arts et de la Culture pour son rôle de Macbeth dans Macbeth.[5]
- 2016 : Récipiendaire du prix Paul Hébert pour son interprétation de Bousille.